# Pseudomeliola grammodes
Pseudomeliola grammodes är en svampart som först beskrevs av Kunze, och fick sitt nu gällande namn av Arx 1958. Pseudomeliola grammodes ingår i släktet Pseudomeliola och familjen Parodiellaceae.   Inga underarter finns listade i Catalogue of Life.